# Phylica burchellii
Phylica burchellii är en brakvedsväxtart som beskrevs av Neville Stuart Pillans. Phylica burchellii ingår i släktet Phylica och familjen brakvedsväxter. Inga underarter finns listade i Catalogue of Life.